# Hoplostethus mediterraneus
Hoplostethus mediterraneus es una especie de pez marino pequeño de la familia Trachichthyidae, descrita por primera vez en el mar Mediterráneo de ahí su nombre científico.
Se encuentra ampliamente a profundidades de 100 a 1.175 m en el océano Atlántico, desde Islandia y Banco Georges en el norte hasta Sudáfrica y Brasil en el sur, incluyendo el mar Mediterráneo y el Golfo de México. También se encuentra en el Océano Índico occidental, incluido el Mar Rojo.

## Subspecies
Se han descrito tres subespecies:
- Hoplostethus mediterraneus mediterraneus Cuvier, 1829
- Hoplostethus mediterraneus sonodae Kotlyar, 1986
- Hoplostethus mediterraneus trunovi Kotlyar, 1986